# Фетхие-джами (Афины)
Фетхие́-джами́ (Фетие, греч. Φετιχιέ Τζαμί, тур. Fethiye Camii — «мечеть Завоевателя», «мечеть Победы», «мечеть победителей») — здание бывшей мечети в Афинах, столице Греции; в настоящее время используется как выставочный центр. Здание расположено в центре старого города, в 100 м от бывшей мечети Дзисдаракис. Мечеть построена турками во второй половине XVII века в период османского владычества в районе  Римской агоры. Для постройки во множестве использовались детали античных сооружений (сполии). Самый старый и самый значительный памятник исламской архитектуры Афин.

## История

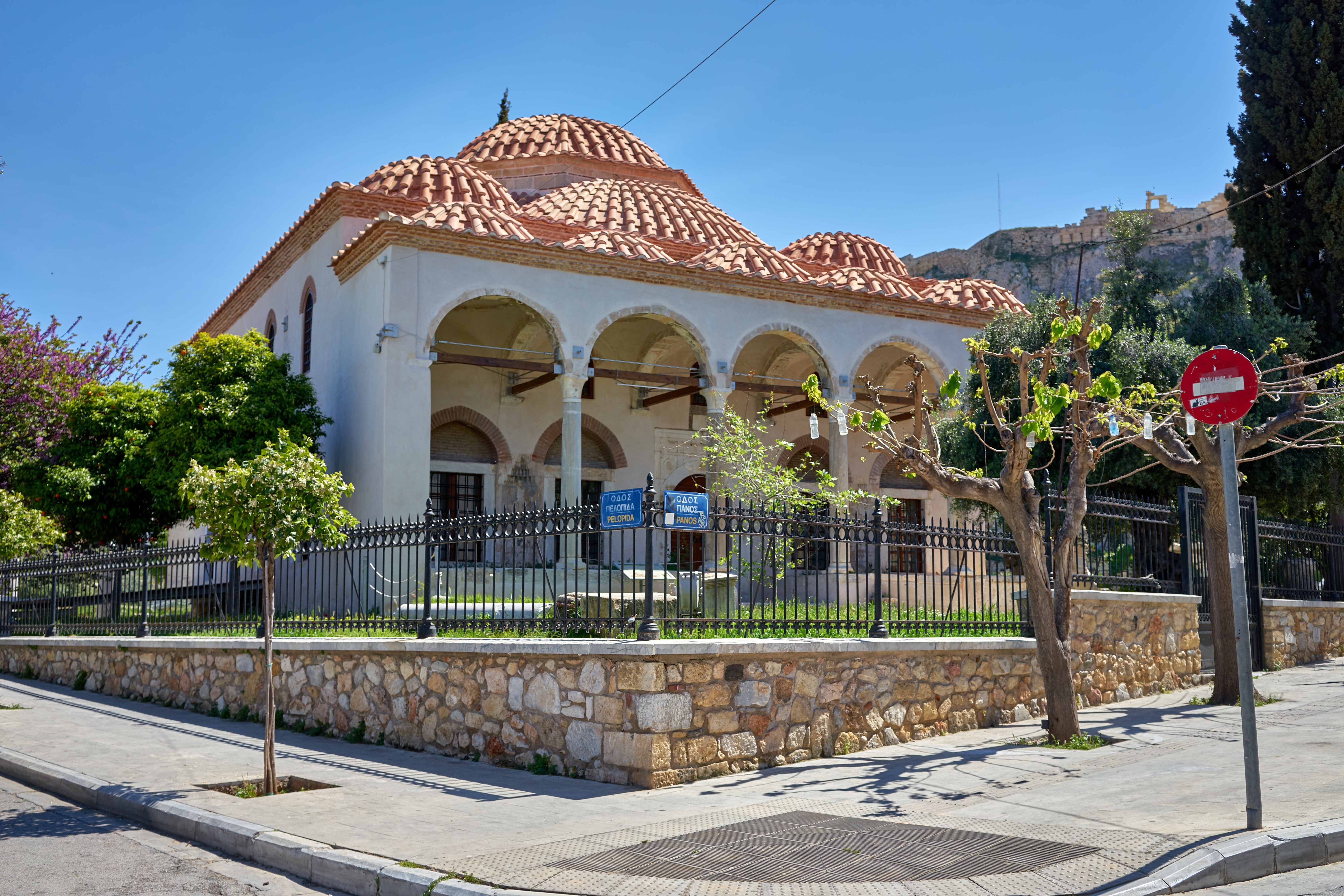
Фетхие-джами

На месте мечети была средневизантийская базилика VIII или IX века. В 1458 году, спустя пять лет после падения Константинополя османский султан Мехмед II посетил Афины. По его приказу базилика была превращена в мечеть. Между 1668 и 1670 годами здание было разрушено и на его месте построена современная мечеть.
Мечеть состоит из большого квадратного зала и портика (тур. revak). Внутри мечети, в центре восточной стороны есть михраб — ниша, которая указывает направление на Мекку. В центре зала четыре колонны, на которые опираются четыре арки, поддерживающие центральный купол. Центральный купол по периметру примыкает к полукуполам, а четыре меньших купола соответствуют углам здания. Портик имеет пять арок, поддерживаемых двумя каменными столбами по углам и четырьмя колоннами между ними. Наконец, он покрыт пятью небольшими куполами (греч. φουρνικό).
В период османского владычества называлась афинянами мечетью «ту Старопазару» (греч. Τζαμί του Σταροπάζαρου от παζάρι — «базар»), потому что находилась у хлебного рынка на римской агоре.
Во время турецко-венецианской войны 1684—1699 гг. осенью 1687 года венецианцы оккупировали Афины и мечеть превратили в католический храм, посвящённый святому Дионисию Ареопагиту.
После Греческой революцию 1821—1829 гг. здание использовалось как военная тюрьма городской гауптвахты, как казарма. В 1824 году в здании действовала школа взаимного обучения. Не позднее 1890 года здание стали использовать как склад муки, к его внешним стенам были пристроены печи военной пекарни. Такую функцию здание исполняло до 1935 года, когда пристройки были снесены. С 1963 года до 2010 года использовалось как склад, в здании хранились исторические реликвии римского периода, найденные на агоре и Акрополе. После реставрации, с 2017 года используется в качестве выставочного центра.